# Women's World Award
El Women's World Award, patrocinats per l'Organització del World Award encapçalada per l'antic president de la Unió Soviètica, Mikhaïl Gorbatxov, és concedit a les dones que han influït en el món pel seu treball en àmbits com la societat o la política.
El guardó s'ha concedit des de 2004 fins a 2009. No s'adjunta cap premi en diners; el guardó del premi té forma d'una silueta femenina. El premi corresponent als homes, 'Men's World Day', no es va despatxar fins a l'any 2006. També va haver-hi un esdeveniment de gènere neutre anomenat Save The World Awards que guardonava el mateix nombre d'homes que de dones.

## Guardonades

### 2004
Se celebrà el 9 de juny de 2004 a Hamburg (Alemanya) i els premiades foren:
- World Achievement Award: Bianca Jagger
- World Actress Award: Diane Kruger
- World Artist Award for Lifetime Achievement: Whitney Houston i Dionne Warwick[2]
- World Artists Award: Nena
- World Arts Award: Cher
- World Business Award: Katarina Witt
- World Charity Award: Ute-Henriette Ohoven (Henriette Ohoven)
- World Connection Award: Valentina Tereixkova
- World Entertainment Award: Oprah Winfrey
- World Fashion Award: Vivienne Westwood
- World Fashion Icon Award: Naomi Campbell
- World Media Award: Christiane Amanpour
- World Social Award: Waris Dirie
- World Style Award: Nadja Auermann
- World Tolerance Award: Iris Berben
- Woman of the Year: Agnes Wessalowski

### 2005
Se celebrà el 29 de novembre de 2005 a Leipzig, Alemanya, i les premiades foren:
- World Achievement Award: Alison Lapper
- World Actress Award: Teri Hatcher
- World Artist Award for Lifetime Achievement: Catherine Deneuve
- World Arts Award: Lisa Stansfield
- World Fashion Award: Donatella Versace
- World Fashion Icon Award: Linda Evangelista
- World Media Award: Sabine Christiansen
- World Social Award: Sara, duquesa de York
- World Tolerance Award: Benazir Bhutto
- Woman of the Year: Margarete Gehring en representació de les 5.500 mares de SOS Children's Villages

### 2006
Celebrat el 14 d'octubre de 2006 a Nova York (Estats Units):
- World Achievement Award: Shana Dale
- World Charity Award: Sharon Stone
- World Entertainment Award: Whoopi Goldberg
- World Hope Award: Stella Deetjen
- World Lifetime Achievement Award: Susan Sarandon
- World Social Award: Lucy Liu
- World Style Award: Claudia Schiffer
- World Tolerance Award: Noor de Jordània
- World Artist Award: Mary J. Blige
- Woman of the year: Robin Herbert

### 2008
2008 va ser un any de transició per les manifestacions que ha volgut premiar la categoria "Dona de l'any". El premi s'ha retirat a Londres.
- Woman of the Year: Íngrid Betancourt[7]

### 2009
Se va celebrar el 5 de març a Viena (Àustria) i els guardonades foren:
- World Achievement Award: Betty Williams
- World Actress Award: Monica Bellucci
- World Entertainment Award: Kelly Clarkson
- World Hope Award: Nujood Ali
- World Lifetime Achievement Award: Marianne Faithfull
- World Fashion Award: Angela Missioni
- World Business Award: Marilyn Carlson Nelson
- World Artist Award: Anastacia
- World Social Award: Esther Mujawayo